# 马斑马
马斑马（1984年9月10日—），本名马海峰，中国配音演员。代表配音作品有《魁拔之战神崛起》雷光，《琅琊榜》飞流、游戏《原神》枫原万叶等。

## 电影

### 动画电影
2018年
- 《昨日青空》 花生

2015年
- 《白雪公主之神秘爸爸》 主意多

2014年
- 《魁拔之战神崛起》 雷光

2011年
- 《魁拔之十万火急》雷光

### 国产电影
2017年
- 《京城81号2》

## 动画
2018年
- 《迷域行者》 罗密欧
- 《刺客伍六七》 何大春

2017年
- 《图腾领域》第二季 碎星

2015年
- 《狐妖小红娘》胡尾生
- 《枕男子》（中配） 梅里

2014年
- 《西游记的故事》 孙悟空

## 电视剧
2017年
- 《择天记》唐棠（唐三十六）
- 《奇星记之鲜衣怒马少年时》展雄飞

2016年
- 《青云志》少年张小凡 & 吕大信
- 《美人为馅》小姚&夏俊艾

2015年
- 《琅琊榜》 飞流

2014年
- 《神雕侠侣》2014内地版 少年杨过

## 游戏
- 《古剑奇谭二》 禺期[2]
- 《仙剑奇侠传五前传》 暮远松[3]
- 《原神》 楓原萬葉